# 길이 거리 공간
거리 공간 이론에서, 길이 거리 공간(-距離空間, 영어: length metric space)은 두 점 사이의 거리가 두 점을 잇는 곡선들의 길이들의 하한으로 주어지는 거리 공간이다.

## 정의

### 길이를 갖는 곡선
로비어 공간 {\displaystyle (X,d)} 속의 곡선(영어: curve)
{\displaystyle \gamma \colon [a,b]\to X}
는 임의의 닫힌구간 {\displaystyle [a,b]\subseteq \mathbb {R} }에서 {\displaystyle X}로 가는 함수이다.
곡선 {\displaystyle \gamma \colon [a,b]\to X}가 주어졌을 때, 각 양의 정수 {\displaystyle n\in \mathbb {Z} ^{+}}에 대하여, 값
{\displaystyle \operatorname {length} _{n}(\gamma ){\stackrel {\text{def}}{=}}\sup _{a=t_{0}<t_{1}<t_{2}<\dotsb <t_{n}=b}\sum _{i=0}^{n-1}d\left(\gamma (t_{i}),\gamma (t_{i+1})\right)={\begin{cases}\sup _{a<t<b}\left(d(\gamma (a),\gamma (t))+\operatorname {length} _{n-1}(\gamma \upharpoonright [t,b])\right)&n>1\\d(\gamma (a),\gamma (b))&n=1\end{cases}}\in [0,\infty ]}
를 정의할 수 있다. 로비어 공간의 정의의 일부인 삼각 부등식에 의하여, 이 함수는 항상 증가 함수이다. 곡선 {\displaystyle \gamma }의 길이(영어: length)는 이 수열의 상한이다.:12, Definition 1.18:202, §1.1.2
{\displaystyle \operatorname {length} (\gamma ){\stackrel {\text{def}}{=}}\lim _{n\to \infty }\operatorname {length} _{n}(\gamma )=\sup _{n\in \mathbb {Z} ^{+}}\operatorname {length} _{n}(\gamma )\in [0,\infty ]}
길이가 유한한 곡선을 길이를 갖는 곡선(-曲線, 영어: rectifiable curve)이라고 한다.:12, Definition 1.18:202, §1.1.2
길이의 정의에서, {\displaystyle [a,b]}의 전순서만을 사용하였으므로, 거리의 정의는 매개 변수의 변환에 의존하지 않는다. 즉, 임의의 전단사 증가 함수
{\displaystyle f\colon [a,b]\to [c,d]}
및 곡선
{\displaystyle \gamma \colon [c,d]\to X}
에 대하여,
{\displaystyle \operatorname {length} (\gamma )=\operatorname {length} (\gamma \circ f)}
가 성립한다.

### 내재적 거리
로비어 공간 {\displaystyle (X,d)} 위의 다음과 같은 함수를 내재적 거리(內在的距離, 영어: intrinsic distance)라고 한다.:32, Definition 3.1:203, Definition 1.5
{\displaystyle d_{\text{I}}\colon X\times X\to [0,\infty ]}
{\displaystyle d_{\text{I}}(x,y)=\inf _{\gamma \in \operatorname {Curve} (x,y)}\operatorname {length} \gamma }
여기서 {\displaystyle \operatorname {Curve} (x,y)}는 {\displaystyle x}에서 {\displaystyle y}로 가는, 즉
{\displaystyle \gamma \colon [a,b]\to X}
{\displaystyle \gamma (a)=x}
{\displaystyle \gamma (b)=y}
의 꼴인 모든 곡선들의 집합이다. {\displaystyle (X,d_{\text{I}})} 역시 로비어 공간을 이룸을 쉽게 확인할 수 있다.
일반적으로 다음이 성립한다.
{\displaystyle d(x,y)\leq d_{\text{I}}(x,y)\qquad \forall x,y\in X}
{\displaystyle d=d_{\text{I}}}가 되는 로비어 공간을 길이 로비어 공간(영어: length Lawvere space)라고 하고, 추가로 거리 공간을 이룬다면 이를 길이 거리 공간(영어: length metric space)이라고 한다.:32, Definition 3.1

## 성질
일반적으로 {\displaystyle d(x,y)\leq d_{\text{I}}(x,y)}이므로, {\displaystyle d_{\text{I}}}-거리 위상은 {\displaystyle d}-거리 위상보다 더 섬세하다.
볼록 거리 공간(영어: convex metric space) {\displaystyle (X,d)}는 임의의 {\displaystyle x,y\in X}에 대하여, {\displaystyle x\neq y}라면
{\displaystyle d(x,m)+d(m,y)=d(x,y)}
가 되는 {\displaystyle m\in X}가 존재하는 거리 공간이다. 모든 완비 볼록 거리 공간은 길이 거리 공간이다.:Theorem 2.16 (그러나 볼록 거리 공간이 아닌 길이 거리 공간이 존재한다.)

### 근사적 중점
근사적 중점을 갖는 거리 공간(영어: metric space with approximate midpoints) {\displaystyle (X,d)}는 다음 조건을 갖는 거리 공간이다.
- 임의의 양의 실수 {\displaystyle \epsilon >0} 및 두 점 {\displaystyle x,y\in X}에 대하여, {\displaystyle 2d(x,m)<d(x,y)+\epsilon }이자 {\displaystyle 2d(y,m)<d(x,y)+\epsilon )}인 점 {\displaystyle m\in X}가 존재한다.

모든 길이 거리 공간은 근사적 중점을 갖는 거리 공간이다. 완비 거리 공간에 대하여, 길이 거리 공간 조건과 근사적 중점을 갖는 조건은 서로 동치이다.

## 예
연결 리만 다양체의 표준적인 거리 공간 구조는 길이 거리 공간을 이룬다. 특히, 유클리드 공간 위의 표준적인 거리 구조는 길이 거리 공간을 이룬다. 마찬가지로, 모든 연결 핀슬러 다양체는 길이 공간을 이룬다.
임의의 거리 공간 {\displaystyle (X,d)}에 대하여, 모든 내재적 거리가 유한하다면, {\displaystyle (X,d_{\text{I}})}는 길이 거리 공간을 이룬다.
이산 공간 {\displaystyle (X,d)}은 다음과 같은 이산 계량을 갖는다.
{\displaystyle d(x,y)={\begin{cases}0&x=y\\1&x\neq y\end{cases}}}
이산 공간 위에서 모든 곡선은 상수 함수이므로, 모든 이산 공간은 (자명하게) 길이 거리 공간을 이룬다.

### 길이 공간이 아닌 거리 공간
유클리드 공간 속의 초구 {\displaystyle \mathbb {S} ^{n-1}\subset \mathbb {R} ^{n}}를 생각하자. 이를 유클리드 공간의 부분 거리 공간으로 여긴다면, 이는 길이 거리 공간을 이루지 않는다. 초구 위의 두 점 사이의 내재적 거리는 두 점을 잇는 대원의 호의 길이이다. (정확하게는 이러한 호는 두 개가 있으며, 둘 가운데 더 짧은 것을 말한다.)
{\displaystyle d_{\text{I}}(\mathbf {x} ,\mathbf {y} )=\arccos(\mathbf {x} \cdot \mathbf {y} )\in [0,\pi ]\qquad (\|\mathbf {x} \|=\|\mathbf {y} \|=1)}

### 완비 거리 공간이 아닌 길이 거리 공간
원점을 제거한 유클리드 공간 {\displaystyle \mathbb {R} ^{n}\setminus \{0\}}을 유클리드 공간의 부분 거리 공간으로 생각한다면, 이는 길이 거리 공간이지만 완비 거리 공간이 아니다.

### 원순서 집합
원순서 집합 {\displaystyle (X,\lesssim )}에 로비어 공간 구조
{\displaystyle d(x,y)={\begin{cases}0&x\lesssim y\\\infty &x\not \lesssim y\end{cases}}}
를 주자.
그렇다면, 그 위의 임의의 곡선
{\displaystyle \gamma \colon [a,b]\to X}
의 길이는 다음과 같다.
- 만약 {\displaystyle \gamma }가 증가 함수라면 ({\displaystyle \forall s,t\in [a,b]\colon s\leq t\implies \gamma (s)\lesssim \gamma (t)}), 그 길이는 0이다.
- 만약 {\displaystyle \gamma }가 증가 함수가 아니라면 그 길이는 ∞이다.

{\displaystyle \operatorname {length} \gamma ={\begin{cases}0&\forall s,t\in [a,b]\colon s\leq t\implies \gamma (s)\lesssim \gamma (t)\\\infty &\exists s,t\in [a,b],\;s\leq t\colon \gamma (s)\not \lesssim \gamma (t)\\\end{cases}}}
특히, 만약 {\displaystyle (X,\lesssim )}가 이산 공간이라면 ({\displaystyle x\lesssim y\implies x=y}) 거리가 0인 곡선은 상수 곡선 밖에 없으며, 다른 곡선의 길이는 ∞이다.